# Neoserica insulana
Neoserica insulana är en skalbaggsart som beskrevs av Moser 1915. Neoserica insulana ingår i släktet Neoserica och familjen Melolonthidae. Inga underarter finns listade i Catalogue of Life.